# Kloakentiere

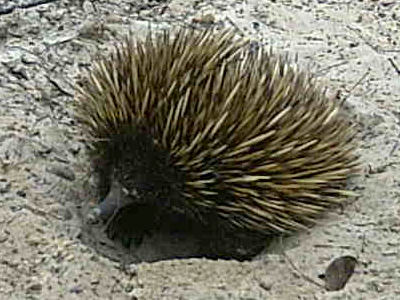
Kurzschnabeligel (Tachyglossus aculeatus)

Die Kloakentiere (Monotremata, von altgriechisch μόνος monos „einzeln, einzig“ und τρῆμα trema „Loch, Öffnung“), früher auch Gabeltiere genannt, sind eine Ordnung der Säugetiere (Mammalia). Kloakentiere sind die einzigen Vertreter der Unterklasse der Ursäuger (Protheria). Der Name Kloakentiere weist darauf hin, dass Enddarm, Harn- und Geschlechtswege in einen gemeinsamen Ausführgang, die Kloake, münden. Sie unterscheiden sich von allen anderen Säugetieren dadurch, dass sie keinen lebenden Nachwuchs zur Welt bringen, sondern Eier legen. Dieses Taxon wird in zwei Familien unterteilt: die Ameisenigel (Tachyglossidae) und das Schnabeltier (Ornithorhynchidae) – insgesamt umfasst es fünf rezente Arten, die nur in Australien und Neuguinea leben.

## Körperbau
Kloakentiere werden trotz ihrer oviparen Fortpflanzungsweise zu den Säugetieren gerechnet, da sich diese Gruppe über andere Merkmale definiert, die diese Tiere alle aufweisen. Dazu gehören das Fell, das Säugen des Nachwuchses mit Milch sowie eine Reihe anatomischer Details, zu denen unter anderem der Bau des Kiefergelenks und die drei Gehörknöchelchen zählen. In anderen Merkmalen, darunter dem Bau des Schädels und des Bewegungsapparates sowie im Ausscheidungs- und Geschlechtstrakt, unterscheiden sie sich deutlich von den anderen Säugern.
Im äußeren Körperbau zeigen die beiden Familien unterschiedliche Anpassungen an den jeweiligen Lebensraum und die Lebensweise. Das aquatische (im Wasser lebende) Schnabeltier weist ein wasserabweisendes Fell, einen stromlinienförmigen Körper mit abgeflachtem Ruderschwanz und Schwimmhäute an den Füßen auf, während die an Land lebenden Ameisenigel mit Grabkrallen versehene Pfoten besitzen und durch Stacheln an Rücken und Flanken gegen Fressfeinde geschützt sind. Kloakentiere erreichen eine Kopfrumpflänge von 30 bis 77 Zentimetern. Ihr Gewicht variiert von ein bis drei Kilogramm beim Schnabeltier und bis zu 16 Kilogramm beim Langschnabeligel.
Kloakentiere sind homoiotherm, haben also eine gleichwarme Körpertemperatur. Sie liegt allerdings mit 30 bis 32 °C deutlich unter der Temperatur anderer Säuger. Die Fähigkeiten der Kloakentiere zur Thermoregulation sind eingeschränkter als bei anderen Säugetieren.

### Schädel und Zähne
Ihr Schädel ist langgestreckt, die Schnauze ist mit einer lederartigen Hülle umgeben und erinnert so an einen Vogelschnabel. Schnurrhaare (Vibrissen) fehlen den Kloakentieren, allerdings ist ihr Schnabel mit äußerst sensiblen Elektrorezeptoren ausgestattet. Mit deren Hilfe können diese Tiere die schwachen elektrischen Felder wahrnehmen, die durch die Muskelbewegungen ihrer Beutetiere entstehen, und sie so orten und erbeuten. Die Augen sind klein, Ohrmuscheln sind nur bei den Langschnabel-Ameisenigeln vorhanden, sie fehlen beim Kurzschnabel-Ameisenigel, und auch beim Schnabeltier sind sie als Anpassung an die aquatische Lebensweise rückgebildet.
Im Bau des Schädels weisen Kloakentiere eine Reihe spezifischer anatomischer Details auf. Das betrifft unter anderem den Bau der Schädelseitenwand, die im Gegensatz zu den übrigen Säugern zum größten Teil vom Felsenbein gebildet wird, was sich auch in einer unterschiedlichen Anordnung der Kaumuskulatur und der Hirnnerven niederschlägt. Im Gesichtsschädel fehlen Deckknochen wie das Tränenbein und das Zwischenscheitelbein. Das (sekundäre) Kiefergelenk entspricht dem der übrigen Säugetiere, auch besteht der Unterkiefer aus einem einzigen Knochen; allerdings ist dieser sehr schlank und der Muskelansatz am aufsteigenden Ast (Processus coronoideus) ist rückgebildet.
Erwachsene Kloakentiere haben keine Zähne mehr, die Schlüpflinge weisen jedoch noch einen Eizahn auf, mit dessen Hilfe sie die Eischale durchbrechen. Diese Zahnlosigkeit ist allerdings kein ursprüngliches Merkmal, da die fossilen Vorfahren aus der Kreidezeit und dem frühen Känozoikum noch Zähne aufwiesen. Ameisenigel sind gänzlich zahnlos, was typisch für ameisenfressende Säugetiere ist und sich in konvergenter Form beispielsweise bei den Ameisenbären und Schuppentieren wiederfindet. Im Gegensatz dazu treten während der Entwicklung des Schnabeltiers Zahnanlagen auf, wobei zwei Molaren durchbrechen. Sie sind aber bereits abgenutzt, bevor die Tiere ausgewachsen sind, und werden durch hornige Kauplatten ersetzt.

### Übriges Skelett und Fortbewegungstrakt

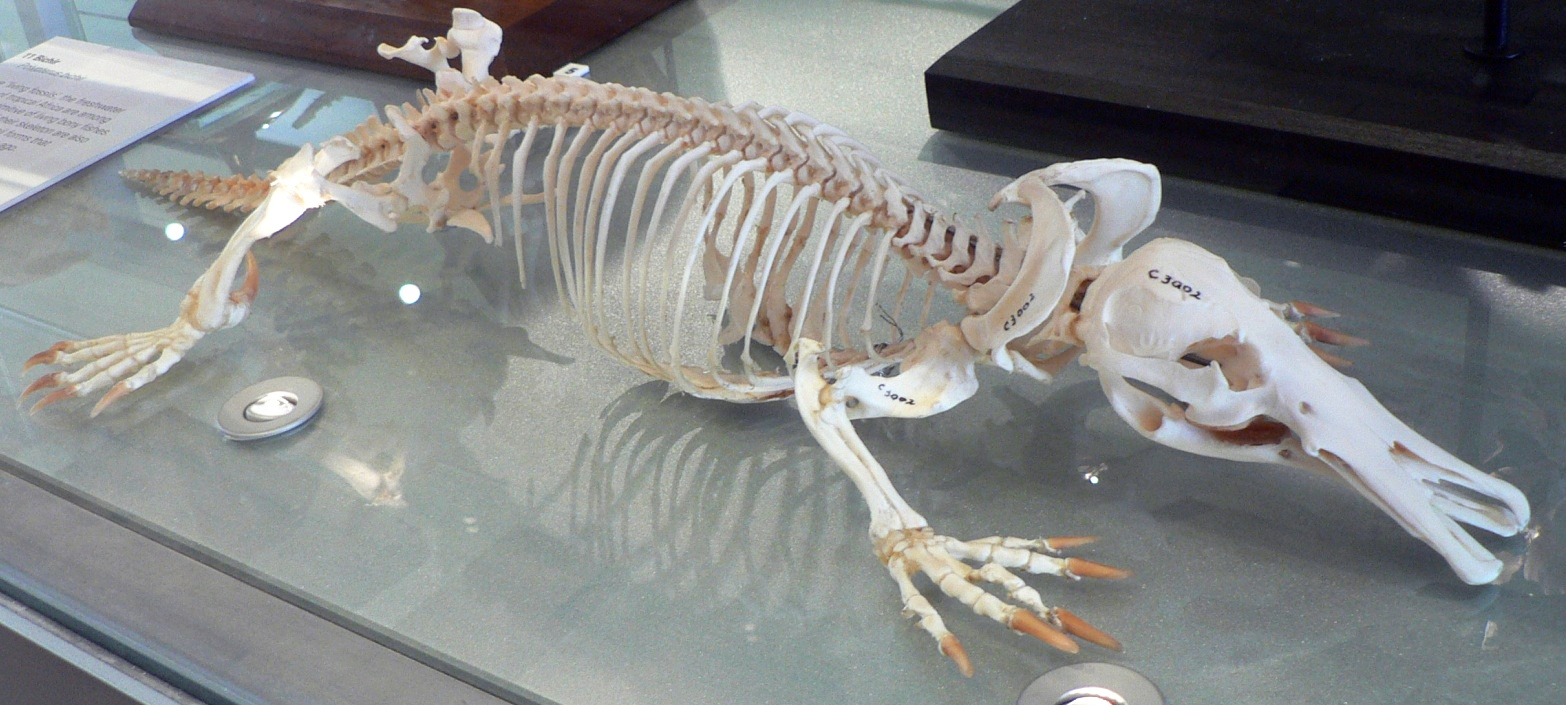
Skelett eines Schnabeltieres

Wie die meisten Säugetiere haben sie sieben Halswirbel, im Gegensatz zu den übrigen Säugern sind bei ihnen allerdings Halsrippen vorhanden. Der Schultergürtel der Kloakentiere ist massiv und stellt eine stabile Verbindung zwischen den Vorderbeinen und dem Rumpf her. Neben dem für die Säugetiere üblichen Schulterblatt und Schlüsselbein weist er auch einige Elemente auf, die sich ansonsten nur bei Reptilien und Vögeln finden. Dazu zählen das Coracoid (Rabenbein) und die Interclavicula („Zwischenschlüsselbein“), die das Schlüsselbein fest mit dem Brustbein (Sternum) verbindet.
Ein Merkmal, das die Kloakentiere mit den Beutelsäugern teilen, sind die Beutelknochen (Ossa epubica), zwei vom Schambein des Beckens nach vorne ragende Knochen. Diese Knochen dürften ursprünglich nichts mit der Fortpflanzung zu tun gehabt haben, da sie bei beiden Geschlechtern vorkommen, sondern eher dem Muskelansatz für die Bewegung der hinteren Gliedmaßen gedient haben.
Eine weitere Besonderheit ist die Stellung der Gliedmaßen, da Oberarm und Oberschenkel nahezu parallel zum Boden gehalten werden, was eine reptilienartige Fortbewegung bedingt. Allerdings schleift der Bauch nicht am Boden, wodurch ein schnelles Laufen möglich ist. Die Gliedmaßen der Tiere sind kurz und kräftig und enden jeweils in fünf Zehen, die beim Schnabeltier mit Schwimmhäuten, bei den Ameisenigeln mit Grabkrallen versehen sind. Ein Charakteristikum ist der Giftapparat, der nur bei männlichen Tieren vorkommt. Dieser besteht aus einer Drüse im Oberschenkel, einem Ausführgang und einem rund 1,5 Zentimeter langen Hornstachel, der am Fersenbein fixiert ist. Die Effektivität des Giftes ist nicht genau bekannt, es gibt Berichte, wonach ein Haushund, der ein geschossenes Schnabeltier apportieren sollte, daran gestorben ist. Vermutlich wird es auch bei Rivalenkämpfen um das Paarungsvorrecht eingesetzt, allerdings ist das Gift für Artgenossen in den seltensten Fällen tödlich. Bei Ameisenigeln ist es generell weniger wirkungsvoll; bei weiblichen Kloakentieren ist der Giftapparat rückgebildet.

### Innere Organe und Fortpflanzungstrakt

Reproduktionssystem eines männlichen Platypus. 1. Testes, 2. Epididymis, 3. Harnblase, 4. Rektum, 5. Ureter, 6. Vas deferens, 7. Sinus urogenitalis, 8. Penis umhüllt in fibröser Hülle, 9. Kloake, 10. ventrale Öffnung der Kloake für den „Penis“

Skizze eines Monotrematen-Eies 1. Eischale, 2. Dotter, 3. Dottersack, 4. Allantois, 5. Embryo, 6. Amnionflüssigkeit (Fruchtwasser), 7. Amnion und 8. Chorion

Bei den Kloakentieren münden die weiblichen Geschlechtsorgane, Harnleiter und Darm in eine einzige Öffnung, die Kloake, eine Dammregion (Perineum) fehlt. Diesem Merkmal verdanken die Kloakentiere ihren deutschen und wissenschaftlichen Namen (Monotremata bedeutet „Einlochtiere“), auch wenn es bei anderen Säugetieren – etwa den Tenreks – sekundär ebenfalls zur Bildung einer Kloake gekommen ist. In Bau und Funktion der inneren Organe (Herz und Blutkreislauf, Atmung und Verdauung) unterscheiden sich die Kloakentiere nur wenig von den übrigen Säugetieren. Besonderheiten finden sich unter anderem im Bau des Kehlkopfes, bei dem der Schildknorpel aus zwei getrennten Bogenpaaren aufgebaut wird, und im Magen. Dieser besitzt keine Drüsen, sodass die chemische Verdauung auf den Dünndarm beschränkt ist.
Männchen haben einen an der Spitze gespaltenen Penis, der ausschließlich samenführend ist; das Harnlassen geschieht über die Kloake. Im nicht erigierten Zustand ruht der Penis in einem vor der Kloake liegenden Beutel. Ein Skrotum (Hodensack) fehlt, die Hoden liegen innerhalb der Bauchhöhle nahe den Nieren. Weibchen haben paarig angelegte Eierstöcke, allerdings ist beim Schnabeltier wie bei den Vögeln nur der linke Eierstock funktional, der rechte ist rückgebildet. Die Eierstöcke sind über einen Eileiter mit jeweils einem Uterus verbunden, diese münden in den Urogenitalkanal, der zur Kloake führt.
Weibliche Kloakentiere haben wie alle Säugetiere Milchdrüsen, im Gegensatz zu den übrigen Säugern fehlen jedoch die Zitzen, stattdessen wird die Milch über zahlreiche Öffnungen auf das Milchdrüsenfeld (Areola) des Bauches abgesondert, von dem die Jungtiere sie aufnehmen. Bei Ameisenigeln, nicht jedoch beim Schnabeltier, bildet sich während der Tragzeit ein Brutbeutel (Incubatorium) am Bauch, in welchem die gelegten Eier bebrütet und die Schlüpflinge nach ihrer Geburt aufbewahrt werden. Der Brutbeutel steht in keiner Verbindung mit den Beutelknochen und unterscheidet sich in seinem Bau auch deutlich von dem der Beutelsäuger.

### Genetische Besonderheiten
Eine Besonderheit der Kloakentiere ist der Satz der Geschlechtschromosomen, der aus fünf und nicht aus einem Chromosomenpaar besteht: Beim Schnabeltier wurde 2004 entdeckt, dass die Weibchen zehn X-Chromosomen besitzen und die Männchen fünf X- und fünf Y-Chromosomen, während die meisten anderen Säugetierarten (einschließlich des Menschen) nur zwei Geschlechtschromosomen haben (XX bei Weibchen und XY bei Männchen). Für die Ameisenigel sind die Untersuchungen noch nicht abgeschlossen, es ist aber festzustellen, dass das Chromosomensystem dieser Tiere in manchen Aspekten dem der Vögel ähnelt, von dem man annimmt, dass es sich unabhängig von dem der Säuger entwickelte.
Bisher wurde in Kloakentiergenomen keinerlei Imprinting entdeckt.

## Lebensweise

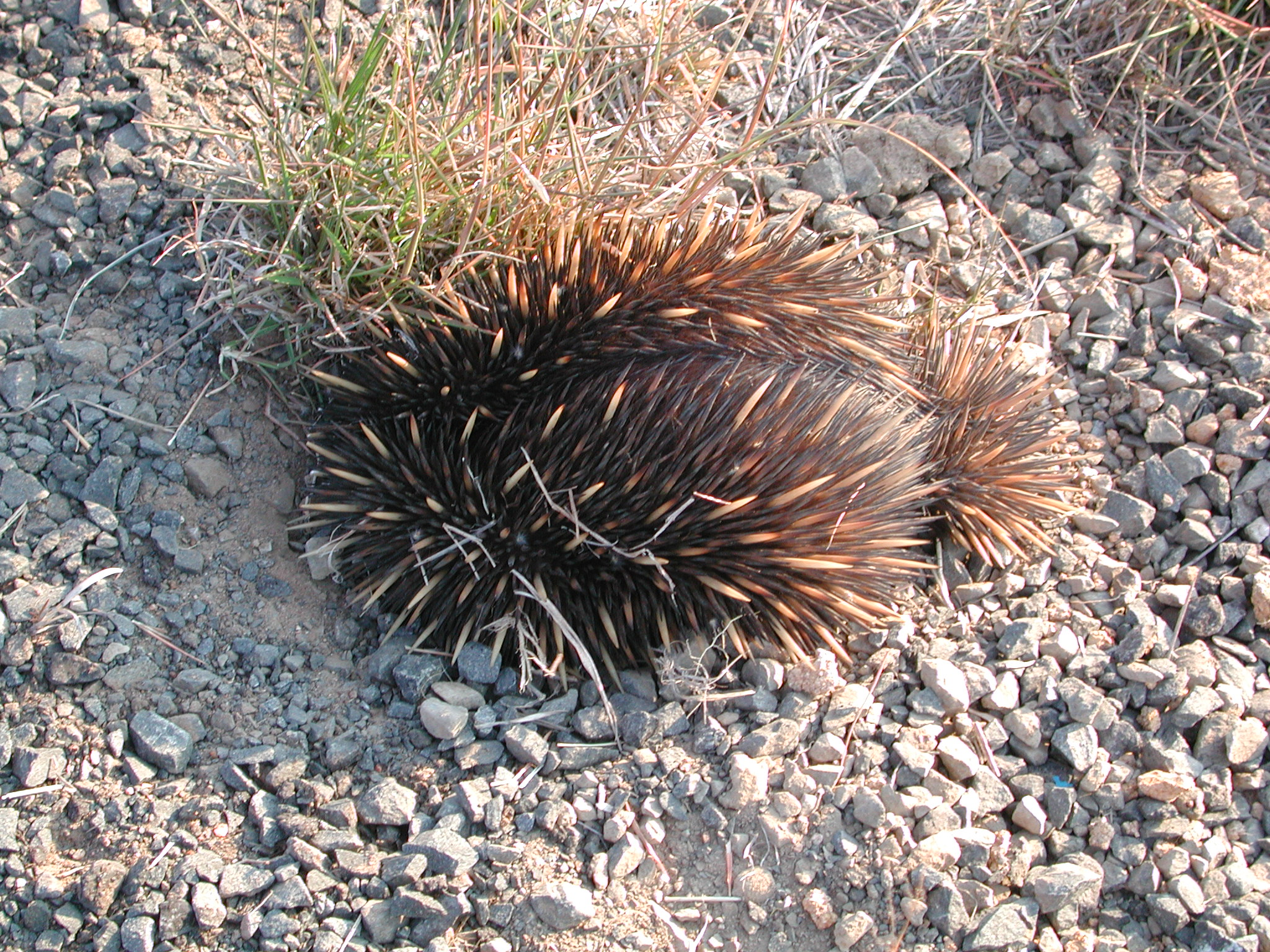
Ameisenigel leben an Land und können sich im Bedrohungsfall im Boden verkeilen

Die beiden Familien der Kloakentiere, Schnabeltiere und Ameisenigel, haben sich an verschiedene Lebensräume angepasst und zeigen damit auch erhebliche Unterschiede in ihrer Lebensweise. Hier wird nur ein grober Überblick gegeben, für detailliertere Angaben siehe die jeweiligen Artikel.
Schnabeltiere führen eine aquatische (auf das Wasser bezogene) Lebensweise, ihr Lebensraum sind stehende oder fließende Süßwassersysteme im östlichen und südöstlichen Australien. Mit ihren Schwimmhäuten und dem Paddelschwanz sind sie gut an diesen Lebensraum angepasst, zur Ruhe ziehen sie sich in Erdbaue, die meist an Uferböschungen liegen, zurück. Ameisenigel sind im Gegensatz dazu terrestrisch (landbewohnend). Sie stellen keine besonderen Ansprüche an ihren Lebensraum und finden sich sowohl in Wüstenregionen und tropischen Regenwäldern als auch im Gebirge von über 4000 Metern Seehöhe. Generell sind Kloakentiere eher dämmerungs- oder nachtaktiv, bei den Ameisenigeln ist die Aktivitätszeit jedoch auch klima- und nahrungsabhängig. Von beiden Familien ist bekannt, dass sie bei kühlem Wetter und entsprechend geringem Nahrungsangebot in einen Torpor (Kältestarre) fallen. Alle Kloakentiere leben außerhalb der Paarungszeit einzelgängerisch; sie sind standorttreu, ein ausgeprägtes Territorialverhalten ist nicht bekannt.
Diese Tiere sind Fleischfresser. Das Schnabeltier verzehrt Krebstiere, Insektenlarven und Würmer, die es unter Wasser erbeutet. Ameisenigel ernähren sich vorrangig von Ameisen, Termiten und Regenwürmern. Wie oben erwähnt, dienen ihnen Elektrorezeptoren am Schnabel dazu, die schwachen elektrischen Felder, die durch die Muskelbewegungen ihrer Beutetiere entstehen, zu orten.
Zu den Fressfeinden der Kloakentiere zählen unter anderem Buntwarane, Teppichpythons und eingeschleppte Räuber wie der Dingo und der Rotfuchs. Ameisenigel können sich im Angriffsfall im Boden verkeilen oder sich ähnlich den Igeln zu einer Stachelkugel zusammenrollen; ob sich das Schnabeltier gegen Fressfeinde mit seinem Giftstachel verteidigt oder ob dieser vorrangig zu Kämpfen um das Paarungsvorrecht eingesetzt wird, ist nicht genau bekannt.

## Fortpflanzung

### Balz- und Paarungsverhalten
Entsprechend ihrer einzelgängerischen Lebensweise betreiben die Kloakentiere ein kompliziertes Balz- und Paarungsverhalten. Von den Ameisenigeln sind sogenannte „Freier-Marsch-Kolonnen“ bekannt, dabei folgen mehrere Männchen oft wochenlang einem Weibchen und verlieren dabei bis zu 25 % ihres Körpergewichtes. Wenn das Weibchen seine Paarungsbereitschaft signalisiert, graben die männlichen Tiere einen regelrechten „Paarungsgraben“ um das Weibchen und versuchen anschließend, sich gegenseitig daraus zu verdrängen, bis schließlich das kräftigste Tier zum Zug kommt. „Die Paarung wird – abweichend von den meisten anderen Säugetieren – Bauch gegen Bauch vollzogen.“
Das Balzverhalten der Schnabeltiere ist weniger aufwändig; es besteht unter anderem darin, dass das Männchen mit seinem Schnabel den Schwanz des Weibchens packt und sie manchmal tagelang im Kreis schwimmen. Die Begattung selbst findet bei den Kloakentieren ähnlich der bei anderen Säugetieren üblichen Weise statt: Das Männchen führt seinen Penis in die Kloake des Weibchens ein.

### Keimentwicklung und Bebrütung
Die Follikel unterscheiden sich von denen der übrigen Säugetiere durch das Fehlen der Sekundär- und Tertiärfollikel, die Eizelle wird von einem einschichtigen Follikelepithel umhüllt. Die Befruchtung findet im Eileiter statt, von da wandert die Zygote in den Uterus weiter. Dort wächst das Ei weiter heran, auch die äußere, pergamentartige Eischale wird von Uterusdrüsen abgegeben. Zwischen Begattung und Eiablage liegen beim Schnabeltier 12 bis 14 Tage, bei den Ameisenigeln drei bis vier Wochen. Die Eier der Kloakentiere sind klein, sie haben rund 10 bis 15 Millimeter Durchmesser, eine weißliche oder cremefarbene Schale und einen großen Dotter. Während Ameisenigel meist nur ein Ei legen, sind es beim Schnabeltier bis zu drei.
Nach dem Legen bebrütet das Weibchen die Eier rund zehn Tage lang. Die Schnabeltiermutter verwendet zur Bebrütung einen mit Pflanzenmaterial gepolsterten Erdbau.
Weibliche Ameisenigel entwickeln zum Zwecke des Bebrütens einen Brutbeutel im Bauchbereich, in welchem die Temperatur 2 °C über der Körpertemperatur der Mutter liegt und in dem das Jungtier erbrütet wird. „Die Kloake tritt so weit vor, dass die meist ein oder zwei Eier direkt in den nur zur Brutzeit von der Bauchdeckenmitte abklaffenden Brutbeutel, das Inkubatorium, abgelegt werden können.“

### Schlüpfen und Jungenaufzucht
Der Reifegrad neugeschlüpfter Kloakentiere entspricht etwa dem der Beutelsäuger. Schlüpflinge sind unbehaart, rund 15 Millimeter lang und wiegen 300 bis 400 Milligramm. Die vorderen Gliedmaßen sind beim Schlüpfen bereits kräftig, die hinteren nur schwach entwickelt. Nach dem Schlüpfen werden die Jungtiere wie alle Säugetiere mit Milch ernährt; diese entspricht in ihrer Zusammensetzung weitgehend der der übrigen Säuger. Da die Weibchen keine Zitzen haben, lecken oder schlürfen die Jungen die Milch aus dem Milchdrüsenfeld am Bauch der Mutter.
Junge Ameisenigel bleiben nach dem Schlüpfen rund sieben bis acht Wochen im Brutbeutel. Sobald ihre Stacheln wachsen, müssen sie diesen verlassen. Die Mutter legt sie daraufhin in einem Nest ab und kehrt alle fünf bis zehn Tage zurück, um sie zu säugen. Junge Schnabeltiere bleiben für rund fünf Monate im Bau der Mutter. Die Männchen der Kloakentiere beteiligen sich nicht an der Jungenaufzucht. Das Absetzen erfolgt beim Schnabeltier mit rund dreieinhalb Monaten, bei den Ameisenigeln mit rund sieben Monaten. Die Geschlechtsreife tritt mit einem bis zwei Jahren ein.

### Lebenserwartung
Während Ameisenigel relativ langlebig sind und in menschlicher Obhut ein Alter von 50 Jahren erreichen können, wird die durchschnittliche Lebenserwartung von Schnabeltieren in freier Wildbahn auf fünf bis acht Jahre geschätzt, in Gefangenschaft betrug das Höchstalter 17 Jahre.

## Systematik

### Interne Systematik

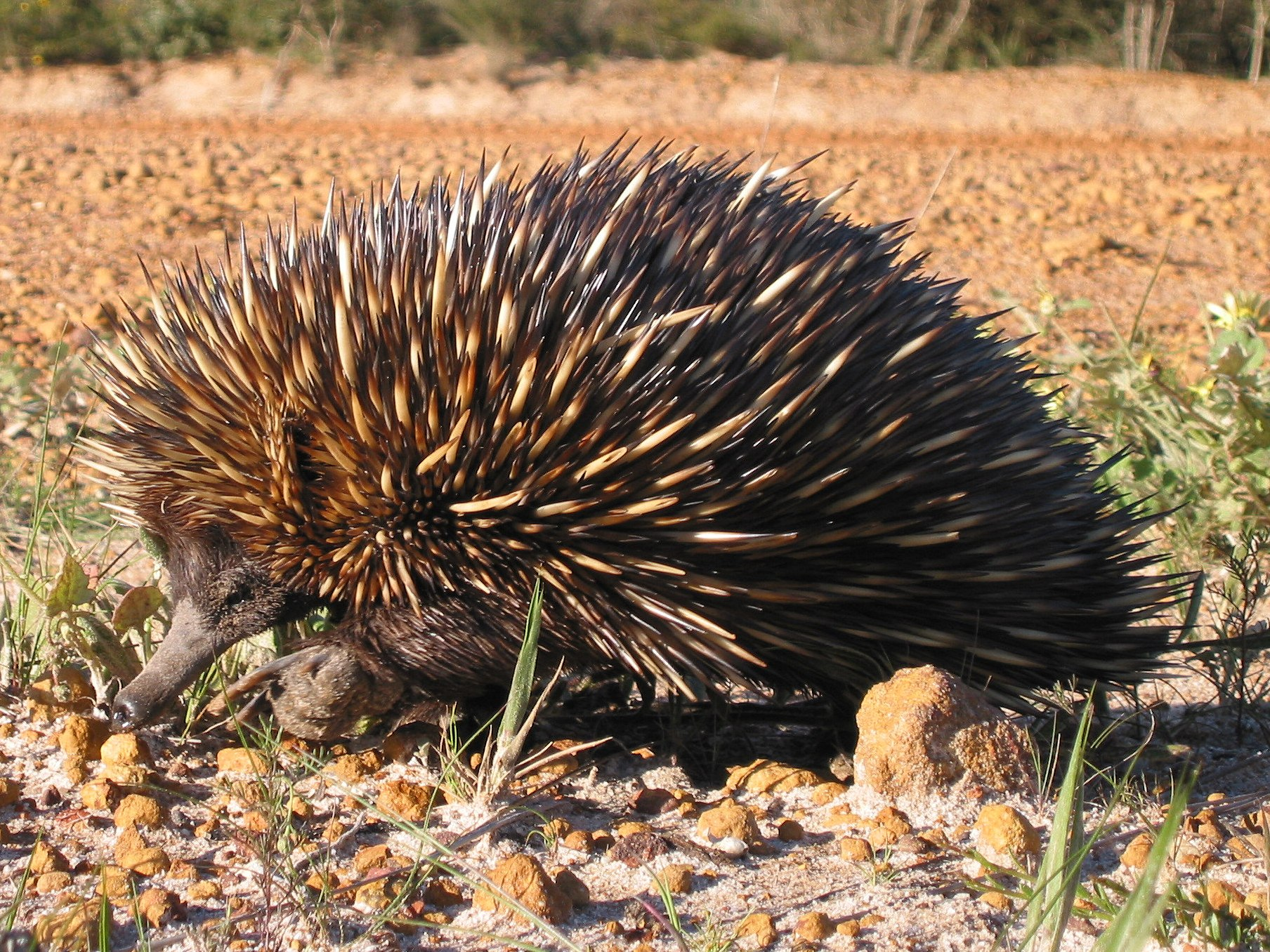
Kurzschnabeligel (Tachyglossus aculeatus)

Die heutigen Arten der Kloakentiere werden in zwei Familien mit drei Gattungen und fünf Arten geteilt:
- Das Schnabeltier (Ornithorhynchus anaticus) ist der einzige rezente Vertreter der Familie der Schnabeltiere (Ornithorhynchidae).
- Die Familie der Ameisenigel (Tachyglossidae) setzt sich aus zwei Gattungen zusammen, dem Kurzschnabeligel (Tachyglossus aculeatus) und den drei Arten der Langschnabeligel (Zaglossus).

Fossile Vorfahren der Kloakentiere sind seit der Kreidezeit, seit rund 126 Millionen Jahren belegt. Als basaler Vertreter dieser Gruppe gilt Teinolophos, der in einer eigenen Familie, Teinolophidae, eingeordnet wird. Schnabeltiervorfahren sind ebenfalls seit der Kreide belegt, dazu zählen die Gattungen Steropodon und Kollikodon. Diese hatten allerdings noch Zähne, ebenso die aus dem Miozän bekannte Gattung Obdurodon.
Der Fund eines einzelnen Zahnes von einem Schnabeltierverwandten namens Patagorhynchus pascuali aus dem Maastrichtium, der in Argentinien entdeckt wurde, ist der älteste Beleg für eine Verbreitung dieser Tiere außerhalb des australischen Raumes. Etwas jünger ist Monotrematum sudamericanum aus dem Paläozän, das ebenfalls mit einem Zahn aus Argentinien stammt. Paläobiogeographisch dürfte die Besiedlung Südamerikas über den antarktischen Kontinent erfolgt sein, der bis zum Eozän mit Australien verbunden war und damals noch ein weit wärmeres Klima aufwies. Vermutlich gab es auch auf diesem Kontinent Kloakentiere, auch wenn bislang keine Fossilien gefunden wurden.
Fossile Ameisenigel sind seit dem Pliozän belegt. Zum Teil erreichten die Tiere größere Ausmaße als heute, Murrayglossus hacketti war der bislang größte gefundene Ameisenigel. Er wurde rund einen Meter lang und 30 Kilogramm schwer und lebte im Pleistozän in West-Australien bis vor etwa 15.000 Jahren.

### Externe Systematik
Die stammesgeschichtliche Herkunft der Kloakentiere ist umstritten. Früher wurde vermutet, sie hätten sich aus einem anderen Zweig der Therapsiden („säugerähnlichen Reptilien“) entwickelt als die übrigen Säuger, dies wird heute kaum mehr vertreten. Nach Meinung der meisten Forscher haben sie mit den übrigen Säugern einen gemeinsamen Vorfahren, sodass diese eine monophyletische Gruppe bilden.
Wo sich die Kloakentiere im Stammbaum der Säuger trennten und mit welchen ausgestorbenen Taxa sie näher verwandt sind, ist aber umstritten. Es gibt dazu mehrere Theorien, siehe dazu auch Evolution der Säugetiere.
- Ein heute veraltetes Konzept teilte die Säuger in zwei Taxa, die Theria (Beutelsäuger und Höhere Säugetiere), und die Ursäuger im weiteren Sinn (Prototheria), zu denen neben den Kloakentieren eine Reihe urtümlicher Gruppen wie die Morganucodonta, die Docodonta, die Triconodonta und andere gehören. Diese Theorie ist kaum mehr verbreitet, die Kloakentiere gelten heute als näher verwandt mit den übrigen Säugern als viele urtümliche Säugergruppen, was die „Prototheria“ zu einer hochgradig paraphyletischen Gruppe macht.
- Eine andere Hypothese stellte die Kloakentiere in ein nahes Verwandtschaftsverhältnis zu den Multituberculata, einer einst artenreichen, vom Jura bis zum Oligozän verbreiteten Säugertiergruppe, die äußerliche Ähnlichkeiten mit den Nagetieren aufwies. Die meisten Wissenschaftler vertreten allerdings heute die Ansicht, dass die Multituberculata einen von den Kloakentieren fremden Zweig der Säuger darstellen.
- Im Jahr 2001 wurde von Luo und anderen das Taxon der Australosphenida eingeführt. Nach dieser Hypothese hätten sich diese als eine eigenständige Säugetiergruppe im Mesozoikum im damaligen Südkontinent Gondwana entwickelt. Diese Theorie stützt sich auf einige neuentdeckte Fossilienfunde, deren Zähne Ähnlichkeiten mit den Zähnen der Schnabeltiervorfahren aufweisen sollen.[7] Von anderen Wissenschaftlern wird diese Theorie hingegen vehement bestritten, sie sehen in den Kloakentieren einen isolierten Seitenzweig.
- Alle oben genannten Hypothesen setzen die Kloakentiere in Kontrast zu den Theria, einem Taxon aus Beutel- und Höheren Säugern. Es gibt aber auch Hypothesen, die von einem gemeinsamen Vorfahren der Kloakentiere und Beutelsäuger ausgehen. Dieses Taxon wird Marsupionta genannt und bildet somit das Schwestertaxon der Höheren Säuger (Eutheria). Die Marsupionta-These ist allerdings eine Minderheitenmeinung, die meisten Forscher sehen in den Kloakentieren das Schwestertaxon der Theria.

Eine allgemein akzeptierte These über die Entwicklungsgeschichte und der Verwandtschaftsbeziehungen der Kloakentiere zu den übrigen Säugetieren gibt es nicht. Die Meinungsverschiedenheiten erklären sich auch dadurch, dass von vielen fossilen Arten lediglich Zähne oder Kieferteile gefunden wurden, was eine Interpretation erschwert. Möglicherweise können neue Fossilienfunde mehr Klarheit in dieser Frage bringen.

## Kloakentiere und Menschen

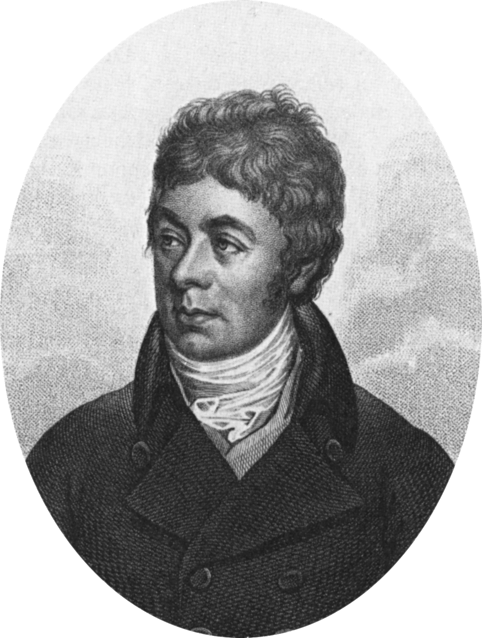
Der englische Zoologe George Shaw (1751–1813) beschrieb Kloakentiere erstmals wissenschaftlich

Mit Erstaunen und Skepsis reagierten die Europäer zunächst auf Berichte über diese Tiere, die scheinbar Merkmale verschiedener Taxa in sich vereinen. Das Schnabeltier wurde für eine Fälschung, für das Werk eines geschickten Tierpräparators gehalten. Und der englische Name der Ameisenigel, Echidnas, leitet sich ab von der griechischen Sagenfigur Echidna, die halb Mensch und halb Schlange war. Der englische Zoologe George Shaw lieferte Ende des 18. Jahrhunderts die wissenschaftlichen Erstbeschreibungen beider Tiere, die erstaunlich zutreffend waren. Dennoch wurde bis in das 19. Jahrhundert ihre wahre Fortpflanzungsweise nicht erkannt. Noch der bekannte deutsche Zoologe Alfred Brehm ging in seinem Werk Brehms Tierleben davon aus, dass Kloakentiere lebendgebärend seien; er tat alles andere als „Fabeln, welche zum Theile den Berichten der Eingebornen ihre Entstehung verdankten“, ab und kam in Anlehnung an den australischen Zoologen George Bennett zum Schluss: „Nirgends fand man etwas auf, was auf die Vermuthung hätte führen können, daß die Jungen aus Eiern gekommen, und die Eier von den Alten weggetragen worden wären. Man konnte nicht mehr im Zweifel sein, daß das Schnabelthier lebendige Jungen gebiert. Bennett glaubt nicht, daß die Eingebornen die Mutter jemals säugend gesehen, und entschuldigt sie deshalb wegen ihrer lügenhaften Erzählung hinsichtlich des Eierlegens.“
Erst gegen Ende des 19. Jahrhunderts bestätigte sich, dass Kloakentiere tatsächlich eierlegend sind. Bis heute gelten sie unter Laien als Inbegriff des biologischen Kuriosums und werden oft zu den sogenannten „lebenden Fossilien“ gezählt.
Friedrich Engels bekannte 1895 in einem Brief an Conrad Schmidt, er „habe die Eier des Schnabeltiers 1843 in Manchester gesehn und in hochmütiger Borniertheit die Dummheit verspottet, als ob ein Säugetier Eier legen könnte, und jetzt ist’s bewiesen!“, nachdem er Schmidt bezüglich der Werttheorie von Karl Marx fragte, ob denn „die in der Naturwissenschaft herrschenden Begriffe Fiktionen [seien], weil sie sich keineswegs immer mit der Realität decken? Von dem Augenblick, wo wir die Evolutionstheorie akzeptieren, entsprechen alle unsre Begriffe vom organischen Leben nur annähernd der Wirklichkeit. Sonst gäbe es keine Veränderung; an dem Tag, wo Begriff und Wirklichkeit in der organischen Welt sich absolut decken, ist es am Ende mit der Entwicklung. Der Begriff Fisch schließt ein Leben im Wasser und Atmen mit Kiemen; wie wollen Sie vom Fisch zum Amphibium kommen ohne Durchbrechen dieses Begriffs? Und er ist durchbrochen worden, und wir kennen eine ganze Reihe von Fischen, die ihre Luftblase zur Lunge weiterentwickelt haben und Luft atmen können. Wie wollen Sie vom eierlegenden Reptil zum Säugetier kommen, das lebendige Junge austrägt, ohne einen oder beide Begriffe mit der Realität in Konflikt zu bringen? Und in Wirklichkeit haben wir in den Monotremen eine ganze Unterklasse eierlegender Säugetiere“, weshalb sein Leser „nicht dem Wertbegriff dasselbe [antun solle], weswegen [er, Friedrich Engels] nachträglich das Schnabeltier um Verzeihung bitten mußte!“
Die Bedrohungssituation der einzelnen Arten ist unterschiedlich: Während der Kurzschnabeligel über weite Teile Australiens verbreitet ist und als häufig gilt, sind die in Neuguinea lebenden Langschnabeligel bedroht, da ihr Fleisch als Delikatesse gilt und sie häufig mit Hunden gejagt werden. Das Schnabeltier, das früher wegen seines Felles gejagt wurde, ist heute vollständig geschützt; es gilt wegen seiner hohen Ansprüche an den Lebensraum in Australien als „häufig, aber gefährdet“ (“common but vulnerable”).